# Easley (Caroline du Sud)
Pour les articles homonymes, voir Easley.
Easley est une petite ville située dans le sud-est du comté de Pickens, en Caroline du Sud (États-Unis), à environ 12 milles (19,312128 km) à l'ouest du centre de Greenville. D'une superficie de 31,8 km2, dont 31,7 km2 de terres et 0,1 km2 d'eau, sa population est de 19 993 habitants selon le recensement des États-Unis de 2010 et est estimée à 20 300 habitants en 2013.
Easley a été l'hôte pendant plusieurs années des Big League World Series (en). Elle est également située près du Upper South Carolina State Fair (en), qui est à 2 milles (3,218688 km) à l'est de la ville.

## Démographie
| 1880 | 1890 | 1900 | 1910  | 1920  | 1930  |
| ---- | ---- | ---- | ----- | ----- | ----- |
| 327  | 421  | 903  | 2 983 | 3 568 | 4 886 |

| 1940  | 1950  | 1960  | 1970   | 1980   | 1990   |
| ----- | ----- | ----- | ------ | ------ | ------ |
| 5 183 | 6 316 | 8 283 | 11 175 | 14 264 | 15 195 |

| 2000   | 2010   | - | - | - | - |
| ------ | ------ | - | - | - | - |
| 17 754 | 19 993 | - | - | - | - |

## Personnalités
- Rob Stanifer (en), joueur de baseball professionnel à la retraite,
- Kimberly Hampton (en), militaire et pilote,
- Stanley Morgan, joueur de la National Football League,
- Wes Knight (en), joueur de la Major League Soccer.
- Chuck Eidson, joueur américain de basket-ball.